# Batakiai
Batakiai is een plaats in het Litouwse district Taurage. De plaats telt 380 inwoners (2001).